# Église Saint-Martin de Lamothe-Landerron
Pour les articles homonymes, voir Église Saint-Martin.
L'église Saint-Martin de Lamothe-Landerron est une église catholique située à Lamothe-Landerron, en France.

## Localisation
L'église est située dans le département français de la Gironde, sur la commune de Lamothe-Landerron, le long de la route départementale D129, dans l'écart dit de Saint-Martin, à environ un km au nord du bourg.

## Historique
Construit originellement au XIIe siècle, l'édifice se voit adjoindre, au XVIe siècle, un clocher de style gothique ; il est inscrit au titre des monuments historiques par arrêté du 24 décembre 1925 en totalité.

## Notes et références

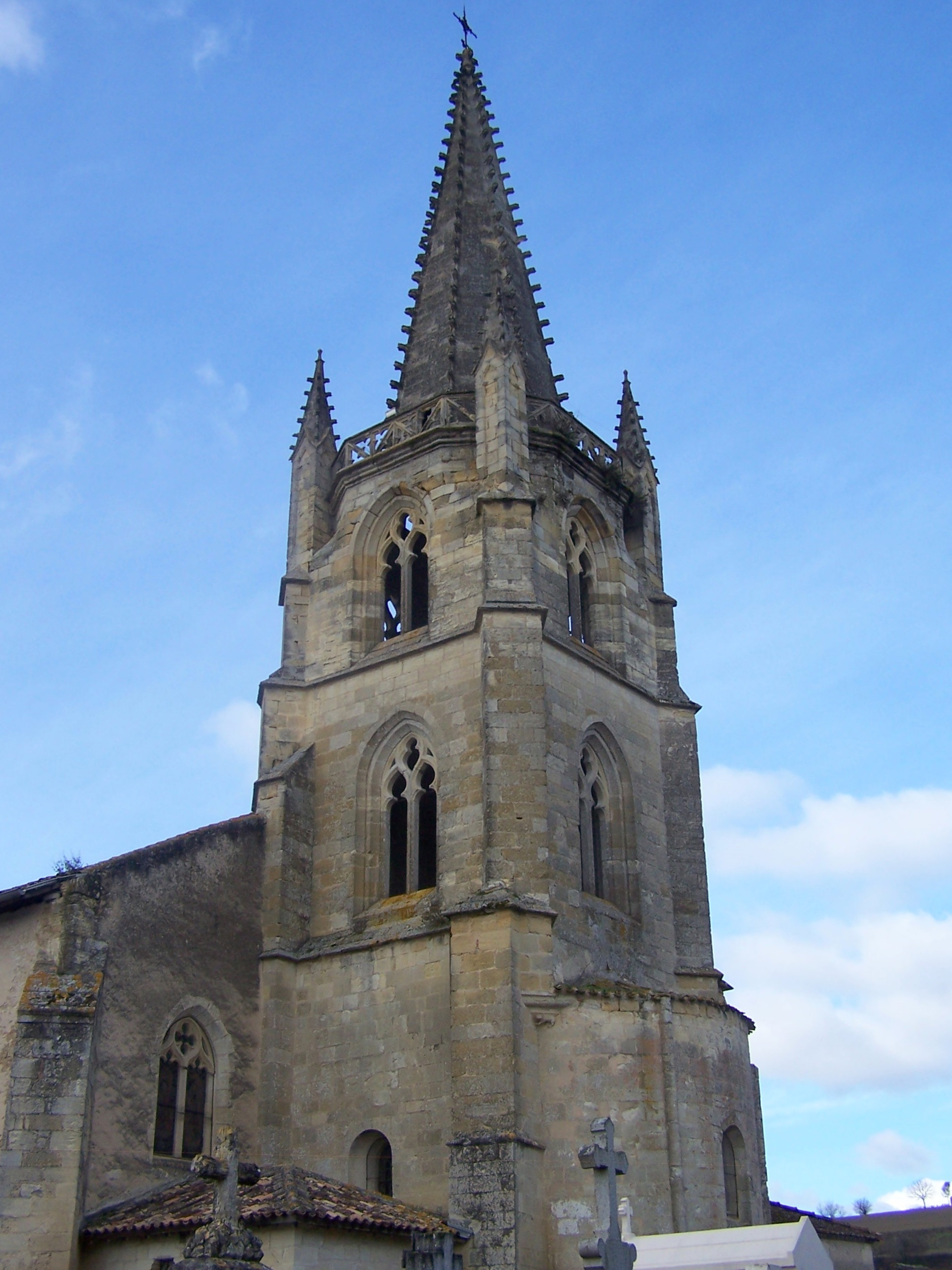
Le clocher gothique (janv. 2010)